# Tania Saraiva
Tania Saraiva (ur. 9 października 1990 r.) – portugalska wioślarka.

## Osiągnięcia
- Mistrzostwa Europy – Montemor-o-Velho 2010 – jedynka wagi lekkiej – 10. miejsce[1].